# Cosmopterix bacata
Cosmopterix bacata là một loài bướm đêm thuộc họ Cosmopterigidae. Nó được tìm thấy ở miền bắc Florida tới tây nam Alabama nam và trung Florida và Louisiana.
Con trưởng thành được sưu tập từ cuối tháng 4 đến giữa tháng 7. Con đực có chiều dài cánh trước 3,9–5 mm.